# Sojiro Ishii
Sojiro Ishii (石井 壮二郎 Ishii Sojiro?), född 29 mars 1970 i Hyōgo prefektur, är en japansk tidigare fotbollsspelare.
Ishii började sin karriär 1992 i Gamba Osaka. 1997 flyttade han till Denso. Han avslutade karriären 1998.